# Tachymarptis melba
El vencejo real (Tachymarptis melba) es una especie de ave apodiforme de la familia Apodidae propia del sur de Eurasia y África. Es el vencejo más grande de España, a lo que debe su nombre común.

## Descripción

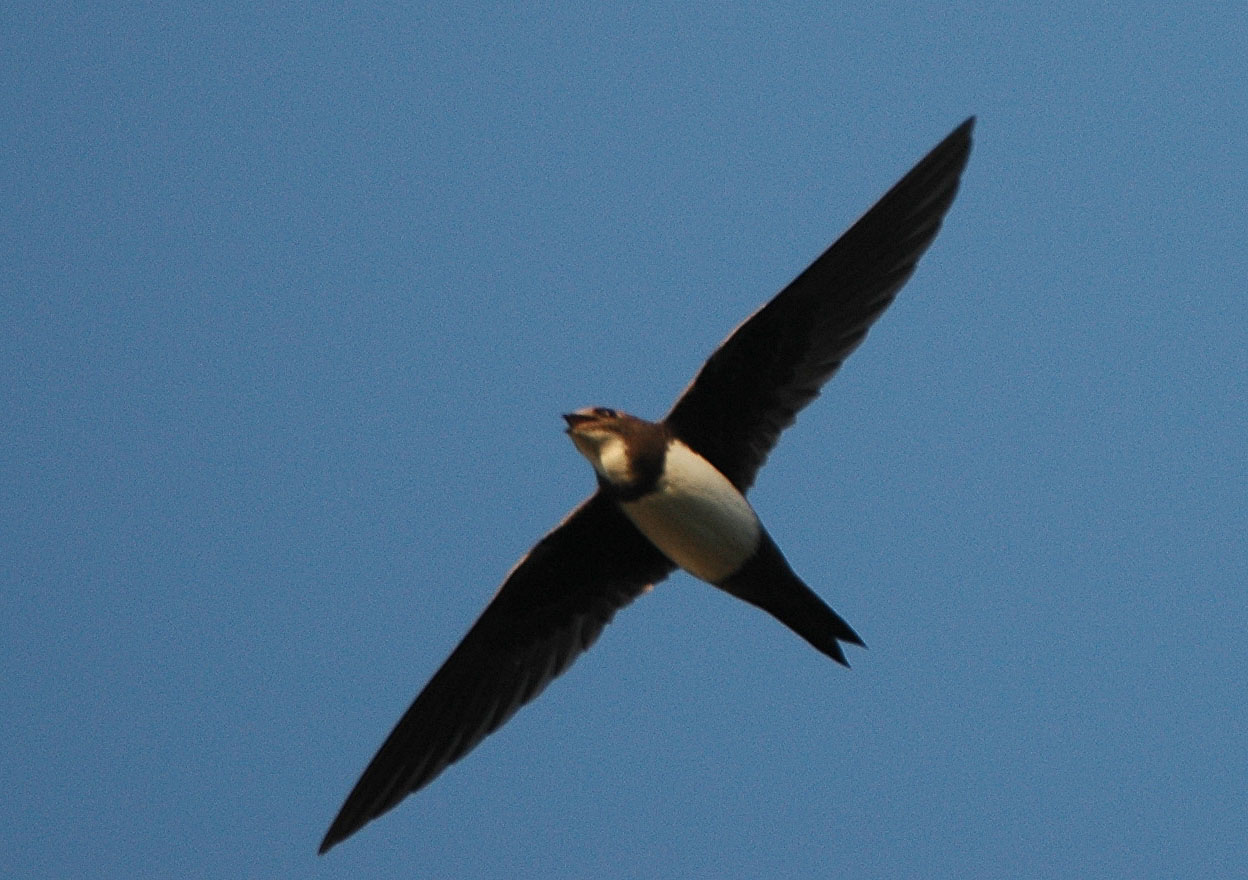
Es inconfundible por su vientre blanco.

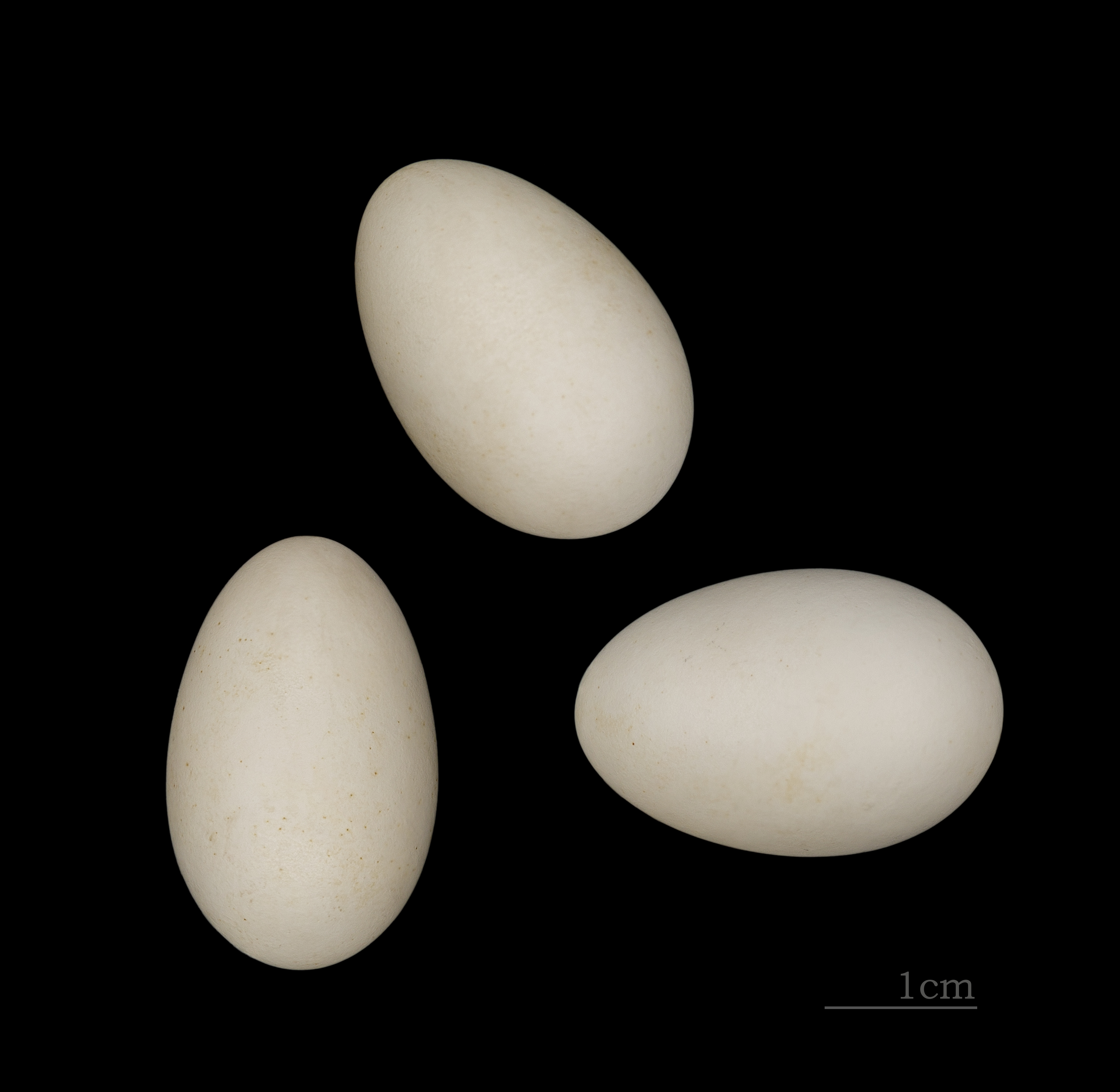
Huevos de vencejo real.

Los vencejos reales son casi el doble de grandes que los demás vencejos de su área de distribución, con una longitud de pico a cola de 20 a 23 cm, una envergadura alar 57 cm y un peso de alrededor de 100 g. Se diferencian claramente del resto de vencejos por su gran tamaño, y por su vientre y pecho blancos. Además, como la mayoría de vencejos, son de color pardo oscuro en el resto del cuerpo menos en la barbilla, que también es blanca. Entre el blanco de la barbilla y el blanco del vientre queda una estrecha franja de color oscuro. Sus alas son muy largas y en vuelo adoptan la forma de media luna o de ballesta. Su cola es pequeña, ahorquillada y estrecha. Los juveniles son similares a los adultos pero tienen los bordes de las plumas claros.
Su vuelo es más lento y poderoso que el de otros vencejos y su llamada en vuelo es un gorjeo prolongado.

## Taxonomía y etimología
El vencejo real fue descrito científicamente por Carlos Linneo en 1758 en la décima edición de su obra Systema naturæ, con el nombre de Hirundo melba, que significa «golondrina suave». Posteriormente se trasladó al género Apus donde permaneció hasta 2011 cuando los estudios genéticos confirmaron la clasificación propuesta en 1922 por Austin Roberts que lo situaba como especie tipo del género Tachymarptis. La etimología de su nombre científico es griega, su género, Tachymarptis, es la combinación de las palabras takhus «rápido» y marptis «raptor», mientras que su nombre específico, melba, significa «suave». 
Actualmente se reconocen diez subespecies:
- T. m. melba - se extiende el sur de Europa y Turquía hasta el noroeste de Irán;
- T. m. tuneti - se encuentra desde Marruecos a Oriente Medio llegando hasta el oeste de Pakistán;
- T. m. archeri - ocupa el norte de Somalia, el suroeste de Arabia alcanzando Israel y Jordania;
- T. m. maximus - localizado en las montañas (noreste de la República Democrática del Congo y Uganda);
- T. m. africanus - se extiende desde Etiopía hasta Sudáfrica y el noroeste de Angola;
- T. m. marjoriae - ocupa Namibia y el suroeste de Sudáfrica;
- T. m. willsi - se encuentra en Madagascar;
- T. m. nubifugus - cría solo en el Himalaya;
- T. m. dorabtatai - ocupa el oeste de la India;
- T. m. bakeri - restringido a	Sri Lanka.

## Comportamiento
Los vencejos reales pasan la mayor parte de su vida en el aire sin posarse, alimentándose de insectos que cazan al vuelo con sus picos. También beben mientras vuelan, aunque de vez en cuando pueden descansar en acantilados y muros. En 2011, Felix Liechti y su equipo del Instituto ornitológico suizo pegaron etiquetas electrónicas para monitorizar los movimientos de seis vencejos reales y descubrieron que podían pasar volando sin posarse más de 200 días seguidos. Y un estudio de 2013 mostró que los vencejos reales pueden pasar más de seis meses volando sin posarse. Durante ese tiempo realizan todas sus actividades vitales volando, incluso dormir.
Vuelan en grupos en zonas de alta montaña, sobre pueblos y ciudades. Emiten largos chillidos mientras vuelan a gran velocidad, siempre peinando la misma zona y alimentándose en el aire de insectos.
El vencejo real anida colonialmente en huecos de acantilados y cavernas. Suele poner 2 o 3 huevos. Las parejas se unen de por vida y anidan en los mismos sitios año tras año, y reconstruyen los nidos si es necesario. Si el tiempo es malo y los progenitores no pueden cazar insectos los polluelos pueden entrar en letargo bajando su temperatura corporal. Se adaptan bien a los medios urbanos, y pueden construir sus nidos en los huecos de los edificios de las ciudades que circundan el Mediterráneo, donde las grandes bandadas son corrientes en verano.